# Guy Martel
Guy Martel est un tueur à la chaîne français ayant tué sept personnes et blessé cinq autres dans plusieurs endroits des départements d'Ille-et-Vilaine et des Côtes-d'Armor (ex Côtes-du-Nord) le 19 juin 1985, avant d'être arrêté par la police.

## Vie
Guy Martel est né le 11 juin 1944 à Epiniac en Ille-et-Vilaine, il décède le 14 novembre 2015 à Rennes.
Ancien professeur de sciences physiques, il n'exerce plus son métier à partir de 1972. Il est placé en congé de longue maladie et effectue trois brefs passages dans des hôpitaux psychiatriques : un à Paris et deux en Bretagne. Il se voit reconnaître un taux d'invalidité de 80%. Il décide d'habiter chez son père, un gendarme à la retraite qui vit à Baguer-Morvan (Ille-et-Vilaine), mais la tension grandit et Guy finit par achèter en 1979 une maison à Dol-de-Bretagne.
Avant le jour du massacre, l'homme est vu comme un voisin poli, sans histoire mais étrange et renfermé sur lui-même. Il n'aime pas les enfants et quelques personnes âgées s'interrogent sur sa santé mentale car il est soigné pour des troubles nerveux,.

## Massacre
Le 19 juin 1985, peu avant 11 heures du matin, Guy Martel sort de chez lui et se dirige dans sa volvo rouge en plaçant dans le coffre une carabine 22 long rifle avec lunette achetée il y a 10 ans à Manufrance. Il tue en premier son père Victor, puis le docteur Michel Lhommelet qui travaille dans le même cabinet médical que le médecin traitant de Guy. Il tue ensuite la gardienne de la salle de sport de Dol-de-Bretagne où il fait ponctuellement du tennis. Il se rend au domicile d'une de ses tantes qui est absente, il blesse son parrain Charles Martel. Au foyer logement de Dol-de-Bretagne, une cuisinière échappe à une balle.
Guy Martel se dirige ensuite vers Combourg où il retrouve un autre oncle, Joseph Weber, et le tue d'un coup de carabine. Il se dirige à La Chapelle-aux-Filtzméens où Jean Chaussonière est tué et son frère qui était présent dans son domicile est blessé. A Saint-Domineuc, Pierre Bourtourault est abattu alors qu'il ramasse du foin sur le bord de la route. A Québriac, Danièle Pomard, est tuée alors qu'elle vient de conduire ses enfants chez une amie et qu'elle est en train de fermer son portail. Le cadavre est découvert à 13H35 par des éboueurs. A Trévérien, Guy Martel blesse le jeune agriculteur André Rehault qui travaille sur un tracteur.
Le tireur est repéré par un hélicoptère de la gendarmerie, il quitte le département d'Ille-et-Vilaine pour celui des Côtes d'Armor (ex Côtes-du-Nord). A Saint-Judoce, il blesse par balles le chauffeur routier Daniel Lebreton qui mange près de son camion. A quelques kilomètres, le maçon Raymond Prechoux est blessé à Saint-Juvat. Avant d'être arrêté par les gendarmes à Saint-André-des-Eaux, le tireur essaye de tirer sur trois autres personnes : un homme, une femme et une fille.
Lors de son interpellation, Guy Martel est calme mais n'explique pas son geste. Il a pensé à se suicider mais a décidé de tuer des membres de sa famille et des proches. La tuerie a duré 3 heures,,.

## Victimes
- Victor Martel, 65 ans, père de Guy Martel.
- Michel Lhommelet, 34 ans, docteur.
- Une gardienne d'une salle de sport.
- Joseph Weber, 65 ans, oncle de Guy Martel.
- Jean Chaussonnière, 60 ans.
- Pierre Bourtourault.
- Danièle Pomard, 33 ans.
- Blessés : Charles Martel, Eugène Chaussonnière, André Rehault, Daniel Lebreton, Raymond Preychoux.